# 沙美海岸

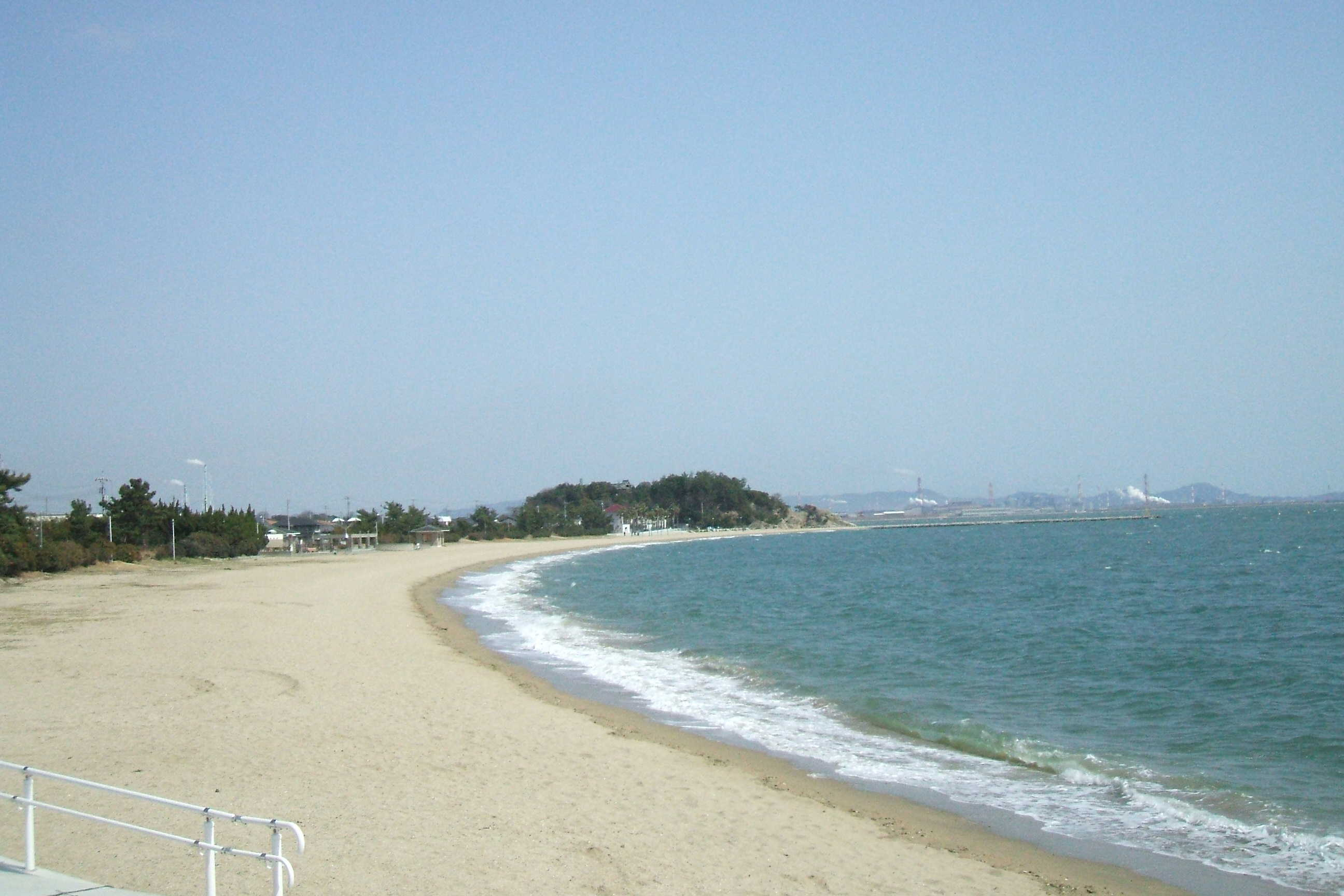
沙美海岸西浜海水浴場

沙美海岸（さみかいがん）は、岡山県倉敷市玉島黒崎（沙美西及び沙美東）に位置する海浜公園である。

## 概要
沙美海岸は、日本で最初の海水浴場を備え、玉野市の渋川海岸と並ぶ岡山県内有数の海水浴場である。「日本の渚百選」にも選ばれ、夏には県内外から多くの海水浴客が訪れる。黒崎漁港をはさんで西浜、東浜の2か所に分かれ、特に西浜は約1,500mにわたって緩やかな弧を描く海岸線に白い砂浜が続いている。

## 沿革
- 1880年（明治13年） - 医師坂田待園（たいえん）[3]が発案し、黒崎村長吉田親之[4]の協力で海浜病院を建て、海水浴を初めて医療として日本に紹介した。
- 1983年（昭和58年）から1989年（平成元年）度に16億円をかけて人工海浜と駐車場等が整備され、椰子の木が植えられた。
- 1996年（平成8年） - 「日本の渚百選」に選ばれる。

※沙美海岸HPから抜粋

## 周辺施設
- 駐車場：無料160台（西）、有料600台（夏季限定：一部小学校の校庭を利用）

## イベント
- 小学生親子ボート体験航海
- 玉島の海（港）及び良寛たうん町並み写生大会
- 沙美ビーチフェスティバル
- 倉敷市長杯沙美ビーチバレー大会
- 沙美アートフェスト

## 交通
路線バス
- 井笠バスカンパニー
  - 新倉敷 - 寄島線（4 - 6往復）
東沙美 - 沙美白浜停留所間の各停留所下車

その他
- タクシー
  - 新倉敷駅より約25分
- 山陽自動車道玉島ICから車で約30分

## 周辺
- 黒崎漁港